# Nino Vaccarella
Nino Vaccarella (Palermo, 1933. március 4. – Palermo, 2021. szeptember 23.) olasz autóversenyző.

## Pályafutása
1964-ben megnyerte a Le Mans-i 24 órás autóversenyt, 1965-ben a Targa Floriót, 1970-ben pedig a Sebringi 12 órás autóversenyt.

## Eredményei
Teljes Formula–1-es eredménysorozata
(Táblázat értelmezése)

(Félkövér: pole-pozícióból indult; dőlt: leggyorsabb kört futott) 

| Év   | Csapat                            | Motor                 | 1   | 2      | 3   | 4   | 5   | 6      | 7      | 8      | 9   | 10  | Helyezés | Pontszám |
| ---- | --------------------------------- | --------------------- | --- | ------ | --- | --- | --- | ------ | ------ | ------ | --- | --- | -------- | -------- |
| 1961 | Scuderia Serenissima              | Alfa Romeo Straight-4 | MON | NED    | BEL | FRA | GBR | GER    | ITA Ki | USA    |     |     | -        | 0        |
| 1962 | Scuderia SSS Republica di Venezia | Climax Straight-4     | NED | MON NK | BEL | FRA | GBR |        |        |        |     |     | 21.      | 0        |
| 1962 | Scuderia SSS Republica di Venezia | Porsche Flat-4        |     |        |     |     |     | GER 15 |        |        |     |     | 21.      | 0        |
| 1962 | Scuderia SSS Republica di Venezia | Climax V8             |     |        |     |     |     |        | ITA 9  | USA    | RSA |     | 21.      | 0        |
| 1965 | Scuderia Ferrari SpA SEFAC        | Ferrari V8            | RSA | MON    | BEL | FRA | GBR | NED    | GER    | ITA 12 | USA | MEX | 17.      | 0        |